# Montañas Choč
Las montañas Choč (en eslovaco, Chočské vrchy) son una cadena de montañas en el centro-norte de Eslovaquia, una parte del Área Fatra-Tatra de los Cárpatos interiores del oeste. La cadena tiene 24 kilómetros de largo y en promedio solo 4 kilómetros de ancho. El pico más alto es Veľký Choč a 1 611 metros sobre el nivel del mar.

## Ubicación
Las montañas de Choč están rodeadas por:
- En el noroeste por las Tierras Altas de Oravská,
- En el nordeste por el valle del Podtatranská Brázda,
- En el este por los Tatras Occidentales,
- En el sur por la cuenca del Podtatranská kotlina,
- En el suroeste por la cadena de Veľká Fatra

## Cumbres más altas
- Veľký Choč, 1611 metros
- Malý Choč, 1465 metros
- Prosečné, 1371 metros
- Holica, 1340 metros
- Lomná, 1278 metros